# Tori Kelly
Victoria Loren "Tori" Kelly (sinh ngày 14 tháng 12 năm 1992) là một ca sĩ, nhạc sĩ người Mỹ. Cô được công nhận tài năng khá chậm sau khi bắt đầu đăng tải video lên YouTube ở tuổi 14. Khi 16 tuổi Kelly thử giọng cho cuộc thi hát của chương trình truyền hình American Idol. Sau khi bị loại khỏi chương trình Kelly bắt đầu tự sáng tác âm nhạc của riêng cô. Năm 2012 cô đã phát hành độc lập EP đầu tiên của mình mà cô tự mình sản xuất, viết và phối nhạc với tiêu đề Handmade Songs By Tori Kelly. Trong năm tiếp theo Scooter Braun trở thành nhà quản lý của Kelly sau khi xem các đoạn video của cô trên YouTube và giới thiệu cô đến Capitol Records, hãng đĩa mà cô ký hợp đồng vào tháng 9. EP thứ hai của Kelly Foreword ra mắt tháng 10 năm 2013 và là lần phát hành đầu tiên với nhãn đĩa chính của cô.